# Phorocera compascua
Phorocera compascua är en tvåvingeart som först beskrevs av Henry J. Reinhard 1935.  Phorocera compascua ingår i släktet Phorocera och familjen parasitflugor. Inga underarter finns listade i Catalogue of Life.